# 徐晨軒
徐晨軒（英語：Jessie Hsu，1996年8月23日—）是一位臺灣時裝模特兒。於2014年獲得第31屆世界精英模特大賽大中華地區決賽冠軍，她同時是第一位登上的臺灣模特兒。

## 職業生涯
晨軒的模特兒生涯始於17歲，那時她受邀至實踐大學服裝設計系走秀。2014年，她參加世界精英模特大賽並贏得大中華地區決賽冠軍，並晉級到全球總決賽，隨後開始為中國和臺灣版的《時尚》、《哈潑時尚》、《ELLE》、《Numéro》以及《美麗佳人》拍攝廣告。
2016年，晨軒於米蘭參與第一場國際時裝秀，之後曾到倫敦、紐約參加時裝週走秀。
2017年移居紐約。

## 外部連結
- 徐晨軒的Instagram帳戶
- 徐晨軒於模特兒目錄（Fashion Model Directory）的相關資料